# Kim Zung-bok
Kim Zung-bok   (17 de juliol de 1945) va ser una jugadora de voleibol nord-coreana que va competir durant la 1970.
El 1972 va prendre part en els Jocs Olímpics de Múnic, on guanyà la medalla de bronze en la competició de voleibol.